# Юрьевич, Иван Иванович
Иван Иванович Юрьевич (1788 — ?) — российский философ, научный писатель, педагог.

## Биография
Окончил курс находившейся тогда в Петербурге армейской семинарии, после чего с 1813 года преподавал в ней историю, географию, арифметику и нотное пение. Уволившись из духовного звания, служил в военном министерстве, на монетном дворе, в департаменте горных и соляных дел и в морском министерстве; преподавал русскую словесность в военно-учебных заведениях, в том числе в Горном кадетском корпусе и Артиллерийском училище. Год смерти его неизвестен, однако предполагается, что скончался он не позднее 30-х годов XIX века.
Написал «Краткое начертание метафизики» (Санкт-Петербург, 1824) и «Пневматология, или О существах чувствующих и мыслящих» (Санкт-Петербург, 1825). В книгах Юрьевича не встречается ни одной ссылки на произведения философов и, кроме Аристотеля, Декарта, Лейбница и Вольфа, никаких упоминаний о философах. Исследователями XIX века, однако, считалось, что его сочинение в точности воспроизводит идеи Вольфа или какого-либо его ученика и, по всей вероятности, составлено по курсам философии, изучавшимся им в семинарии. Во второй части — опытной психологии — встречаются самостоятельные наблюдения автора, которые современными исследователями оценивались как «малоценные».
В метафизике, которую Юрьевич определял как часть умозрительной философии, рассуждающую «о главнейших истинах, познаваемых рассуждением», он говорит о «сущем или существе вообще», которое бывает телесным и бестелесным, миром и Богом, что похоже на Вольфово деление на онтологию, пневматологию, космологию и теологию. Юрьевич дал только очерк первых двух частей метафизики. В онтологии он рассматривал «принадлежности» вещей вообще, принадлежности вещей относительно их сущности (единство, подлинность, совершенство, определённость), общие принадлежности бытия (пространство, время, производство), принадлежности вещей относительные (тождество и различие, союз и зависимость, причина действующая, вещественная, конечная, образовательная). Книга заканчивается замечаниями о порядке, о существе необходимом и случайном, простом и сложном, конечном и бесконечном. Согласно оценке ЭСБЕ, «никакого реального знания в этом сочинении, которое, по всей вероятности, служило руководством в артиллерийском училище, нет; знание и определения — чисто словесные».
На странице 23 работы Юрьевича имеет место, как предполагается, полемика с Кантом, который не назван автором по имени. Юрьевич приводил два возражения против учения о том, что пространство и время являются формами чувствования:

1) «сии формы чувствования, будучи основаны единственно на его свойстве, одинаковым бы образом приличествовали без разбора всем ощущаемым предметам». 

2) «Будучи приданы единожды к какому-либо предмету, в известном разуме, не изменялись бы и не переменяли бы своего к нему отношения. Но время настоящее беспрестанно делается прошедшим, а отношение всех предметов к нам и между собой, яко вне нас и вне себя находящихся, или пространство, беспрестанно также изменяется. И потому оные не столько суть формы нашего чувствования, сколько формы бытия чувствуемых вещей; и мы потолику и таким образом, относительно к предметам, их представляем, поколику и каким образом бытие последних для нас ощутительно бывает».

Оба возражения в XIX веке считались не выдерживающими критики.
В опытной психологии им были подробно описаны «страсти», которые Юрьевич делил на два класса:

1) «чувствования приятности и неприятности» и 2) «сильнейшие желания»; к первому классу он относил радость и печаль, восторг и ужас, надежду и страх, величавость и стыд, самодовольность и раскаяние; ко второму — любовь и ненависть, сожаление и злорадование, признательность и гнев, благодарность и мщение, соревнование, зависть и ревнивость. Кроме «страстей», философ рассматривал и «наклонности», «постоянно в некоторых людях действующие», как-то: «сластолюбие или склонность к веселостям, корыстолюбие, честолюбие».

Особенно подробно им было описано корыстолюбие.